# Хайхэ
Хайхэ (кит. упр. 海河, пиньинь Hǎi Hé — «морская река»), в верхнем течении — Байхэ (кит. упр. 白河, пиньинь Bái Hé — «белая река») — река на востоке Китая, образуется при слиянии рек Байхэ, Вэйхэ, Цзыяхэ и Дацинхэ. От устья реки Вэйхэ до впадения в Бохайский залив Жёлтого моря имеет длину 102 км, а от её истока — 1090 км.

Бассейн реки Хайхэ

Протекает по Великой Китайской равнине через город Тяньцзинь. На притоках Хайхэ стоит китайская столица Пекин. У устья реки в поздний минский и цинский периоды располагались Крепости Дагу, предназначенный для защиты столицы от вторжения с моря.
Всего в бассейне Хайхэ проживает около 11 % населения Китая, и расположено 10 % пахотных земель страны, поэтому на хозяйственные нужды используется до 70 % речного стока.
Через Великий Китайский канал Хайхэ соединена с реками Янцзы и Хуанхэ. До постройки канала реки Байхэ, Вэйхэ и Цзыяхэ имели собственные дельты, однако в процессе строительства для большего водосбора было оставлено только одно русло.

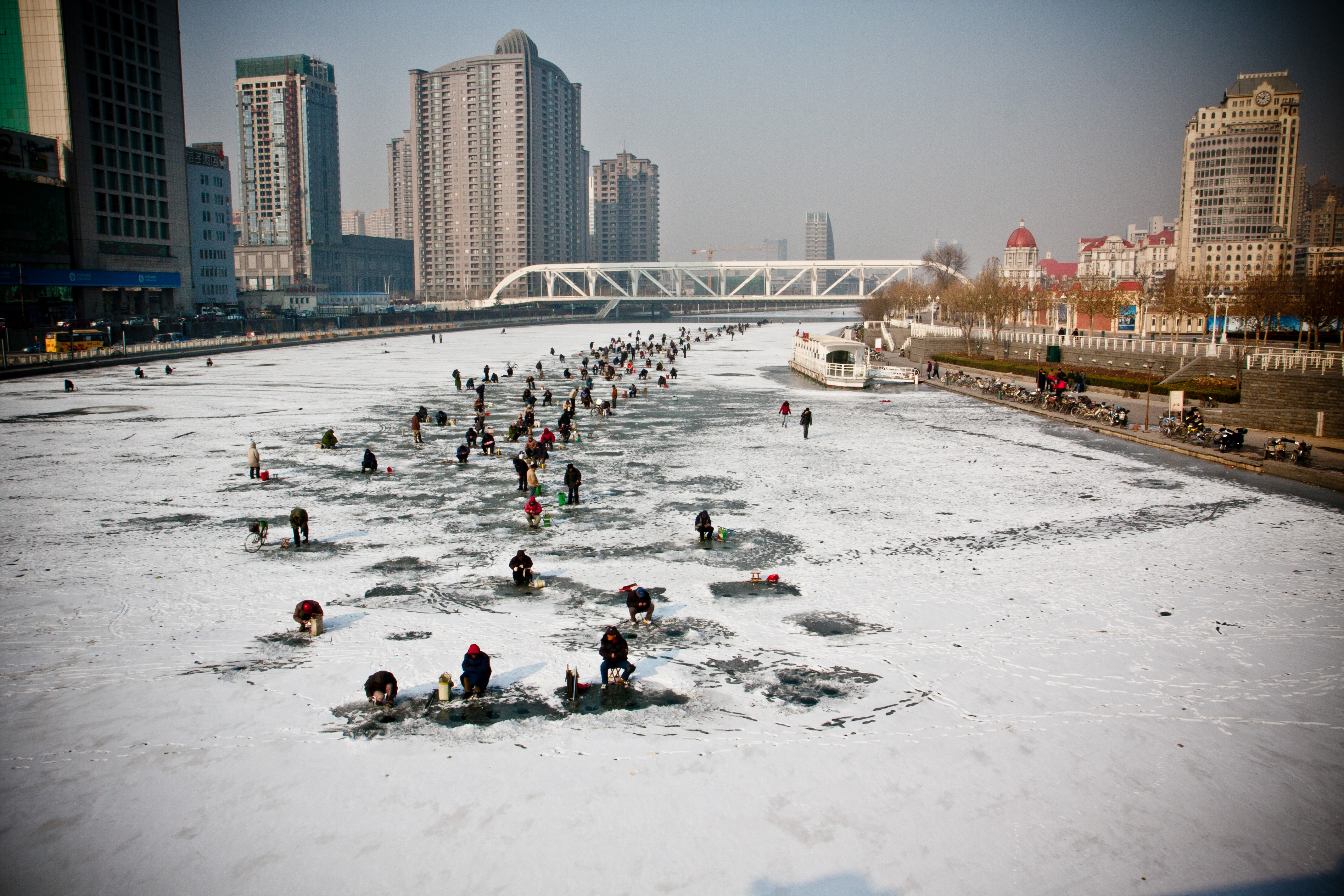
Зимняя рыбалка на Хайхэ в Тяньцзине

Площадь бассейна — 319 тыс. км², расход воды — 650 м³/с. Среднегодовой сток равняется 23 км³, что составляет половину стока Хуанхэ и всего тринадцатую часть стока Янцзы. Хайхэ подпитывается в основном дождями, летом на ней наблюдаются паводки. Вода в Хайхэ (как и в Хуанхэ) очень мутная из-за сильной эрозии почвы в верховьях. Это является причиной больших наносов в низовьях реки, русло которой ежегодно в среднем повышается на 0,1 метра. Для уменьшения негативных последствий наводнений были созданы водохранилища и специальные водоотводные каналы.
В настоящее время Хайхэ является самой загрязнённой рекой Китая. В последние годы из-за роста городов и промышленности в бассейне реки Хайхэ, её объём сильно уменьшился. Множество мелких и часть крупных притоков практически пересохли, что ещё усиливает степень загрязнённости реки в низовьях. Нехватку воды в Хайхэ, возможно, решит проект по переброске вод с юга на север.

## Притоки
- Юндинхэ
- Вэньюйхэ
- Цзыяхэ